# (35696) 1999 CE97
1999 CE97 (asteroide 35696) é um asteroide da cintura principal. Possui uma excentricidade de 0.16920760 e uma inclinação de 2.16692º.
Este asteroide foi descoberto no dia 10 de fevereiro de 1999 por LINEAR em Socorro.